# استاد خليفة الدولي
استاد خليفة الدولي  هو ملعب دولي لكرة القدم في دولة قطر. أو المعروف أيضًا باسم الاستاد الوطني وهو ملعب متعدد الأغراض في الدوحة. وهو جزء من مجمع المدينة الرياضية والذي يضم أيضًا أكاديمية أسباير وبرج أسباير. افتتح الاستاد في عام 1976، ولكن تم تجديده بالكامل وتوسيعه في عام 2005 قبل دورة الألعاب الآسيوية 2006؛ من أجل زيادة قدرتها من 20.000 إلى 28.000 متفرج. كما تم بناء سقف على الجانب الغربي للملعب، جنباً إلى جنب مع قوس كبير على الجانب الشرقي التي كانت تستخدم كمنصة لإطلاق الألعاب النارية خلال حفل افتتاح دورة الألعاب الآسيوية 2006.

## التاريخ
اُفتتح الملعب في الأصل في عام 1976، ولكنه جُدد بالكامل في عام 2005، وذلك قبل دورة الألعاب الآسيوية 2006 من أجل زيادة قدرة الاستيعاب من 20,000 إلى 40,000. كما تم بناء سقف على الجانب الغربي من الملعب جنبا إلى جنب مع قوس كبير على الجانب الشرقي والذي كان يستخدم كمنصة لإطلاق الألعاب النارية خلال حفل افتتاح دورة الألعاب الآسيوية 2006.
قبل تجديده كان يستخدم في الغالب لمباريات كرة القدم ولكنه يشمل مرافق للعديد من الألعاب الرياضية الأخرى. منذ عام 1997 يستضيف الحدث السنوي لسباقات المضمار والميدان جائزة قطر الكبرى لألعاب القوى والآن هو جزء من الدوري الماسي. حاليا هو الملعب الرئيسي لمنتخب قطر لكرة القدم. سيستضيف أيضا بطولة العالم لألعاب القوى السابعة عشر في خريف 2019.
استضاف الملعب مباراتي كرة قدم دوليتين الأولى بين البرازيل وإنجلترا في 14 نوفمبر 2009 والثانية بين البرازيل والأرجنتين في 17 نوفمبر 2010 ودورة الألعاب المدرسية العالمية لألعاب القوى 2009 التي عقدت من 8 إلى 12 ديسمبر 2009.
كما استضاف الملعب دورة الألعاب العربية 2011.
أُعيد افتتاح الملعب بعد إعادة التطوير في مايو 2017.

## تطوير
احتفلت دولة قطر في شهر مايو 2017 بإعادة افتتاح الاستاد وذلك خلال حفل تدشين سبق استضافة نهائي كأس سمو الأمير. بعد عمليات التجديد والتغيير، أصبح الاستاد جاهز لاستضافة مباريات كأس العالم لكرة القدم وصولًا إلى الدور ربع النهائي.
أشرفت على تنفيذ مشروع استاد خليفة الدولي مؤسسة أسباير زون، وهي إحدى شركاء اللجنة العليا للمشاريع والإرث.

## البناء لبطولة كأس العالم 2022
استاد خليفة الدولي هو أحد الملاعب الثمانية التي حُولت لاستضافة كأس العالم لكرة القدم قطر 2022، وهو أول ملعب يتم الانتهاء منه ضمن تحضيرات كأس العالم.

## الأحداث الرياضية
- لعبت المباراة النهائية في بطولة كأس آسيا 2011.
- استضاف كأس الخليج العربي 17.
- استضاف دورة الألعاب الآسيوية 2006.
- استضافة مباريات المجموعة الأولى وربع النهائي ونصف النهائي والنهائي من كأس آسيا 2011
- استضاف دورة الألعاب العربية 2011.
- استضاف بطولة العالم لألعاب القوى 2019.
- استضاف كأس العالم 2022.

### كأس آسيا 2011
| التاريخ       | التوقيت المحلي | المنتخب #1 | النتيجة | المنتخب #2 | المرحلة         |
| ------------- | -------------- | ---------- | ------- | ---------- | --------------- |
| 7 يناير 2011  | 19:15          | قطر        | 0–2     | أوزبكستان  | المجموعة الأولى |
| 12 يناير 2011 | 19:15          | الصين      | 0–2     | قطر        | المجموعة الأولى |
| 16 يناير 2011 | 19:15          | قطر        | 3–0     | الكويت     | المجموعة 1      |
| 21 يناير 2011 | 19:25          | أوزبكستان  | 2–1     | الأردن     | ربع النهائي     |
| 25 يناير 2011 | 19:25          | أوزبكستان  | 0–6     | أستراليا   | نصف النهائي     |
| 29 يناير 2011 | 18:00          | أستراليا   | 0–1     | اليابان    | النهائي         |

### المباريات الودية
| التاريخ        | التوقيت المحلي | المنتخب #1 | النتيجة | المنتخب #2 |
| -------------- | -------------- | ---------- | ------- | ---------- |
| 14 نوفمبر 2009 | 19:15          | البرازيل   | 1–0     | إنجلترا    |
| 17 نوفمبر 2010 | 19:15          | البرازيل   | 0–1     | الأرجنتين  |
| 18 نوفمبر 2010 | 18:00          | قطر        | 0–1     | هايتي      |
| 22 ديسمبر 2010 | 16:00          | قطر        | 2–0     | إستونيا    |
| 28 ديسمبر 2010 | 19:15          | قطر        | 0–0     | إيران      |
| 6 فبراير 2013  | 21:00          | إسبانيا    | 3–1     | الأوروغواي |

### كأس العالم 2022
| التاريخ        | الوقت | الفريق #1 | النتيجة | الفريق# 2        |                  | عدد الحضور |
| -------------- | ----- | --------- | ------- | ---------------- | ---------------- | ---------- |
| 21 نوفمبر 2022 | 16:00 | إنجلترا   | 6–2     | إيران            | المجموعة الثانية | 45,344     |
| 23 نوفمبر 2022 | 16:00 | ألمانيا   | 1–2     | اليابان          | المجموعة الخامسة | 42,608     |
| 25 نوفمبر 2022 | 19:00 | هولندا    | 1–1     | الإكوادور        | المجموعة الأولى  | 44,833     |
| 27 نوفمبر 2022 | 19:00 | كرواتيا   | 4–1     | كندا             | المجموعة السادسة | 44,374     |
| 29 نوفمبر 2022 | 18:00 | الإكوادور | 1–2     | السنغال          | المجموعة الأولى  | 44,569     |
| 1 ديسمبر 2022  | 22:00 | اليابان   | 2–1     | إسبانيا          | المجموعة الخامسة | 44,851     |
| 3 ديسمبر 2022  | 18:00 | هولندا    | 3–1     | الولايات المتحدة | دور الـ16        | 44,846     |
| 17 ديسمبر 2022 | 18:00 | كرواتيا   | 2–1     | المغرب           | المركز الثالث    | 44,137     |

## صور

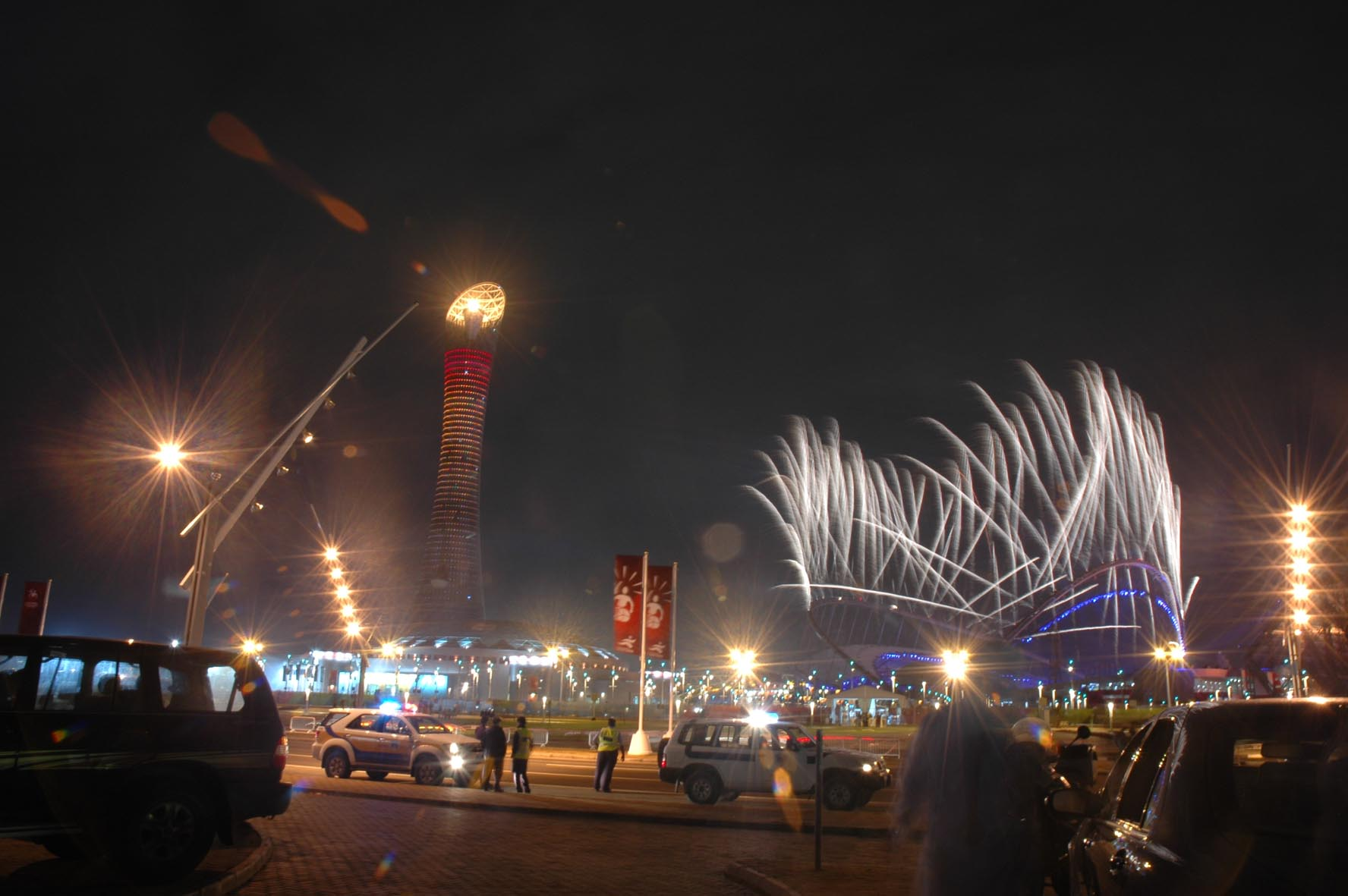
الألعاب النارية خلال استضافة دورة الألعاب الآسيوية 2006.
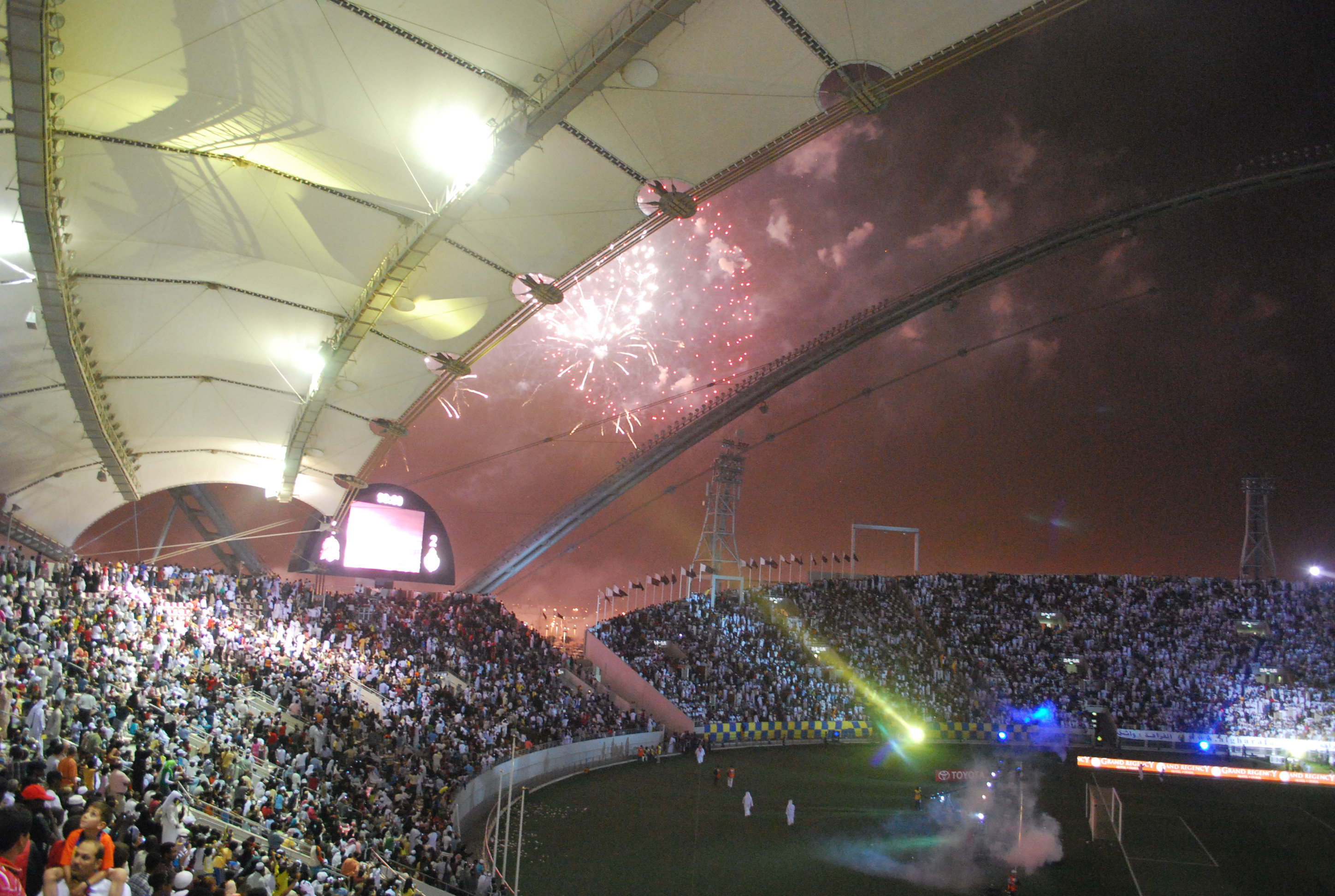
ستاد خليفة الدولي في منتصف الليل